# Narcissus tazetta
Narcissus tazetta L. è una pianta bulbosa della famiglia delle Amaryllidaceae.

## Etimologia
Troviamo associati al narciso diversi significati e simbologie, legati a culture anche molto lontane tra di loro.
Nell'antica Grecia il nome deriva da ναρκάω, "nàrke", stordimento o inebriante, oppure può essere riferito alla sua intensa profumazione (narcotico); a questo nome è legato il mito di Narciso.
L'epiteto della specie, "tazetta", è riferito alla forma della paracorolla simile a una "tazzina".

## Descrizione
È una pianta erbacea bulbosa, alta dai 20 ai 60 cm, con fusti leggermente rigidi e carnosi, perenne.
Le radici sono fascicolate e filiformi partenti da un grosso bulbo (3 x 4 cm) arrotondato e piriforme con tuniche brune.
I fiori sono caratterizzati da una coppa centrale, a forma di piccola trombetta, contornata da una corona costituita da 5-7 petali allargati verso l’esterno.

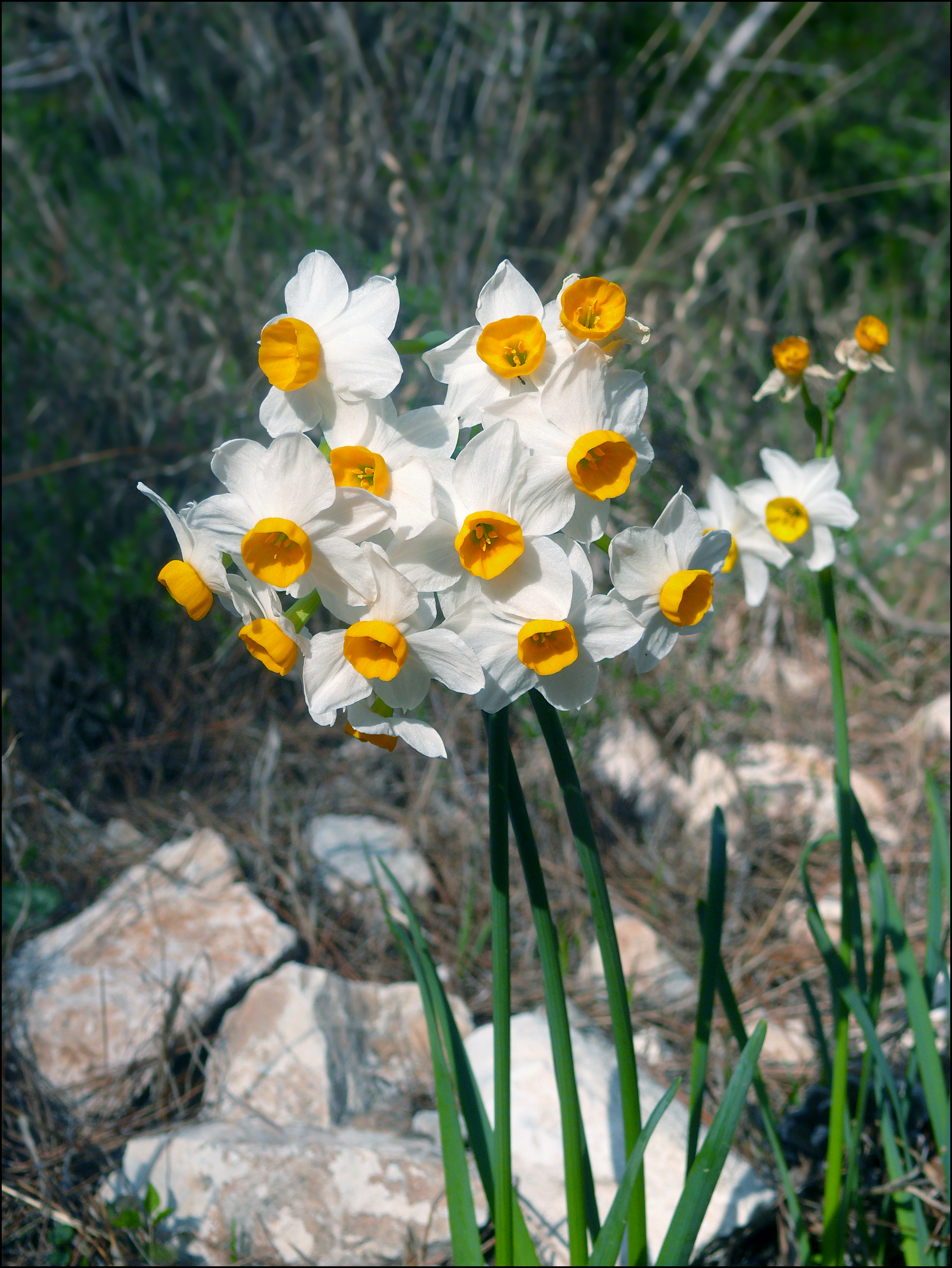
Narcissus tazetta

Fiorisce da dicembre a marzo

## Distribuzione e habitat
I narcisi sono originari del bacino mediterraneo e si sono ampiamente diffusi in tutta l'Europa e Asia. Cresce spontaneamente in tutte le regioni d'Italia, escluse le zone alpine, da 0 fino a 1200 metri in prati umidi e boschi.

## Tassonomia
Sono riconosciute le seguenti sottospecie:
- N. tazetta subsp. aureus (Jord. & Fourr.) Baker – sud-est Francia, Sardegna, nord-ovest Italia, Algeria, Marocco.
- N. tazetta subsp. canariensis (Burb.) Baker – Canarie
- N. tazetta subsp. chinensis (M.Roem.) Masam. & Yanagih. – sud-est Cina, Giappone, Sud Corea
- N. tazetta subsp. italicus (Ker Gawl.) Baker sin. N. italicus – Dal Mediterraneo fino alla Francia meridionale e Grecia
- N. tazetta subsp. tazetta – Spontaneo dal bacino mediterraneo fino all'Afghanistan

## Proprietà
Nella medicina tradizionale si usa il bulbo per le sue proprietà analgesiche, emetiche, antispaspodiche, anticonvulsive, febbrifughe e contro la tosse.
Macerato si utilizza per il trattamento di foruncoli e ascessi.
L'olio essenziale ricavato dalla pianta viene utilizzato nella preparazione di profumi.
La pianta contiene narcisina e licorina rendendola pericolosa nell'ingestione.